# Semantic Pointer Architecture Unified Network
Semantic Pointer Architecture Unified Network (Spaun) è un'architettura connessionista biologicamente ispirata ideata da Chris Eliasmith del Center for Theoretical Neuroscience dell'Università di Waterloo. È un sistema di 2,5 milioni di neuroni artificiali organizzati in sottosistemi che assomigliano a specifiche regioni del cervello, come la corteccia prefrontale, i gangli della base e il talamo. È implementato usando il framework computazionale Nengo.